# Troyca
Troyca Inc. (株式会社トロイカ Kabushiki-gaisha Toroika) es un estudio de animación japonés fundado por el exproductor de AIC Classic Toshiyuki Nagano (presidente del estudio actualmente), el director de fotografía Tomonobu Kato y el director de anime Ei Aoki en mayo de 2013.

## Trabajos

### Series de televisión
| Año  | Título                                                                         | Director(es)  | Fecha de primera transmisión | Fecha de última transmisión | Eps. | Notas                                                      | Refs.                |
| ---- | ------------------------------------------------------------------------------ | ------------- | ---------------------------- | --------------------------- | ---- | ---------------------------------------------------------- | -------------------- |
| 2014 | Aldnoah.Zero                                                                   | Ei Aoki       | 5 de julio de 2014           | 10 de enero de 2015         | 12   | Historia original. Coproducción junto a A1-Pictures.       | [ 4 ]                |
| 2015 | Aldnoah.Zero 2nd Season                                                        | Ei Aoki       | 20 de septiembre de 2014     | 28 de marzo de 2015         | 12   | Secuela de Aldnoah.Zero. Coproducción junto a A1-Pictures. |                      |
| 2015 | Sakurako-san no Ashimoto ni wa Shitai ga Umatteiru                             | Makoto Katō   | 7 de octubre del 2015        | 23 de diciembre del 2015    | 12   | Adaptación de la novela ligera.                            |                      |
| 2017 | Re:Creators                                                                    | Ei Aoki       | 8 de abril de 2017           | 16 de septiembre de 2017    | 22   | Historia original.                                         | [ 5 ]                |
| 2018 | IDOLiSH7                                                                       | Makoto Bessho | 7 de enero de 2018           | 19 de mayo de 2018          | 17   | Adaptación del videojuego.                                 |                      |
| 2018 | Yagate Kimi ni Naru                                                            | Makoto Katō   | 5 de octubre de 2018         | 28 de diciembre de 2018     | 13   | Adaptación del manga.                                      | [ 6 ]                |
| 2019 | Lord El-Melloi II Sei no Jikenbo: Rail Zeppelin Grace Note                     | Makoto Katō   | 6 de julio de 2019           | 28 de septiembre de 2019    | 13   | Adaptación de la novela ligera.                            |                      |
| 2020 | IDOLiSH7 Second Beat!                                                          | Makoto Bessho | 5 de abril de 2020           | 27 de diciembre de 2020     | 15   | Secuela de IDOLiSH7.                                       |                      |
| 2021 | IDOLiSH7 Third Beat!                                                           | Makoto Bessho | 4 de julio de 2021           | 9 de octubre de 2022        | 13   | Secuela de IDOLiSH7 Second Beat!.                          | [ 7 ]                |
| 2022 | IDOLiSH7 Third Beat! Part 2                                                    | Makoto Bessho | 2 de octubre de 2022         | 26 de febrero de 2023       | 17   | Secuela de IDOLiSH7 Third Beat!.                           |                      |
| 2022 | Shinobi no Ittoki                                                              | Shū Watanabe  | 4 de octubre de 2022         | 20 de diciembre de 2022     | 12   | Historia original. Coproducción junto a DMM Pictures.      | [ 8 ]                |
| 2023 | Overtake!                                                                      | Ei Aoki       | 1 de octubre de 2023         | 17 de diciembre de 2023     | 12   | Historia original.                                         | [ 9 ]                |
| 2024 | Atri: My Dear Moments                                                          | Makoto Katō   | 14 de julio de 2024          | 5 de octubre de 2024        | 13   | Basado en una novela visual de Aniplex.exe.                | [ 10 ] [ 11 ] [ 12 ] |
| 2025 | Kanpeki Sugite Kawaigeganai to Konyaku Haki Sareta Seijo wa Ringoku ni Urareru | Shū Watanabe  | 10 de abril de 2025          | 19 de junio de 2025         | 12   | Adaptación de la novela ligera.                            | [ 13 ] [ 14 ]        |
| —    | Kekkaishi no Ichirinka                                                         | Tōru Kitahata | —                            | —                           | —    | Adaptación de la novela ligera.                            | [ 15 ]               |

### Películas
| Año  | Título             | Director(es) | Fecha de lanzamiento  | Duración | Notas                                   | Refs.  |
| ---- | ------------------ | ------------ | --------------------- | -------- | --------------------------------------- | ------ |
| 2025 | Aldnoah.Zero (Re+) | Ei Aoki      | 28 de febrero de 2025 | 120m     | Película recopilatoria de Aldnoah.Zero. | [ 16 ] |

### ONAs
| Año  | Título           | Director(es)  | Fecha de primera transmisión | Fecha de última transmisión | Eps. | Notas                                                         | Refs.  |
| ---- | ---------------- | ------------- | ---------------------------- | --------------------------- | ---- | ------------------------------------------------------------- | ------ |
| 2018 | IDOLiSH7 Vibrato | Makoto Bessho | 17 de febrero de 2018        | 7 de marzo de 2019          | 8    | Spin-off de IDOLiSH7 transmitido como un original de YouTube. | [ 17 ] |